# Särkiselkä
Särkiselkä är en sjö i kommunen Outokumpu i landskapet Norra Karelen i Finland. Sjön ligger 117,7 meter över havet. Den är 15,8 meter djup. Arean är 67 hektar och strandlinjen är 4,38 kilometer lång. Sjön  ingår i Vuoksens huvudavrinningsområde.   Den ligger omkring 45 kilometer väster om Joensuu och omkring 350 kilometer nordöst om Helsingfors. 
Särkiselkä ligger öster om Kolmikanta. 